# Łaszczów
Łaszczów is een plaats in het Poolse woiwodschap Lublin, in het district Tomaszowski (Lublin). De plaats maakt deel uit van de gemeente Łaszczów en telt ca. 1400 inwoners.

## Verkeer en vervoer
- Station Łaszczów

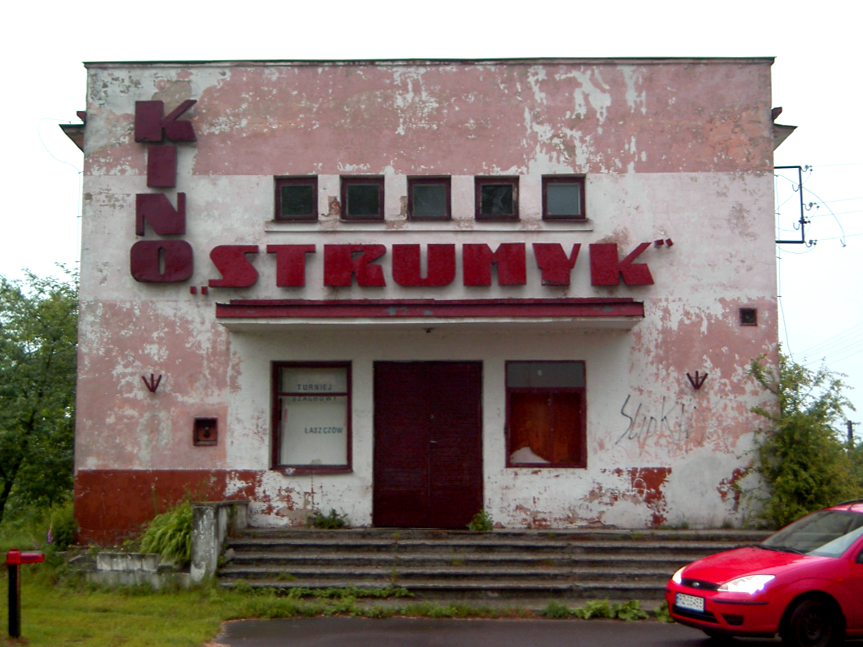
Voormalige bioscoop
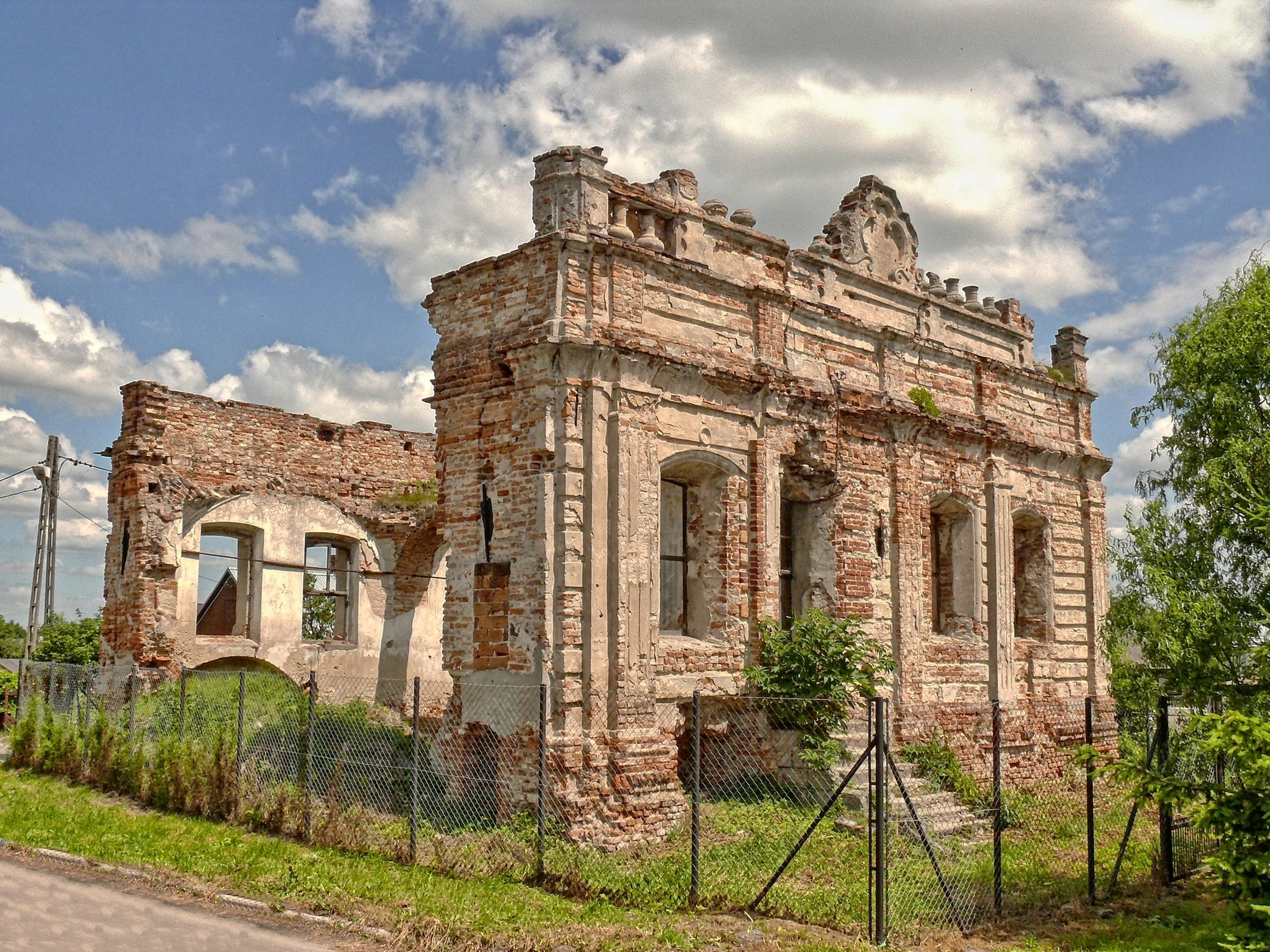
Synagoog